# Frontera entre Tanzània i Malawi
La frontera entre Tanzània i Malawi és una frontera internacional que separa Tanzània i Malawi a l'Àfrica oriental. La major part de la frontera està marcada per un riu anomenat Songwe. Aquest riu prové de les muntanyes situades al sud-oest del Mont Rungwe i del poble de Tukuyu. Es tracta d'un riu molt cabalós, els meandres del qual canvien en el decurs dels anys. La frontera experimenta petites variacions en el traçat. Hi ha en peu un projecte de construcció d'una presa per regular el cabal del riu.
La frontera continua tot seguit pel llac Malawi, fins que es troba amb la frontera entre Moçambic i Tanzània i la frontera entre Malawi i Moçambic enmig del llac.
L'any 1890, pel tractat de Helgoland-Zanzíbar les dues potències colonials del Regne Unit (per Nyasalàndia, que esdevindria Malawi) i d'Alemània (per Tanganyika, que esdevindria Tanzània) van acordar que la frontera aniria al llarg del riu tanzaniana i del llac. Després d'independitzar-se, els dos estats van decidir preservar el traçat fronterer colonial. Els projectes de prospeccions petroleres al llac concedits a una companyia britànica han revifat la vella querella fronterera entre els dos països.